# Дебелоруби ливадар
Дебелоруби ливадар (лат. Thymelicus lineola) врста је лептира из породице скелара (лат. Hesperiidae).

## Опис врсте
По много чему је сличан танкорубом ливадару. Најлакше их је разликовати по боји антена, црни руб је дебљи и без јасне границе.
- Thymelicus lineola ♂

## Распрострањење и станиште
Широко је распрострањен у Европи. Занимљиво је да је грешком доспео у Северну Америку и тамо се раширио.

## Биљке хранитељке
Овој врсти су биљке хранитељке разне врсте трава.